# Garner E. Shriver

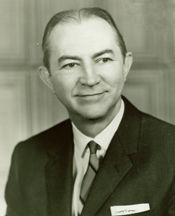
Garner E. Shriver

Garner Edward Shriver (* 6. Juli 1912 in Towanda, Kansas; † 1. März 1998 in Wichita, Kansas) war ein US-amerikanischer Politiker. Zwischen 1961 und 1977 vertrat er den vierten Wahlbezirk des Bundesstaates Kansas im US-Repräsentantenhaus.

## Werdegang
Garner Shriver besuchte die öffentlichen Schulen in Towanda und Wichita, wohin er im Jahr 1925 gezogen war. Bis 1934 studierte er an der University of Wichita und danach bis 1936 an der University of Southern California. Zwischenzeitlich arbeitete Shriver als Lehrer. Nach einem Jurastudium an der Washburn Law School und seiner im Jahr 1940 erfolgten Zulassung als Rechtsanwalt begann er in seinem neuen Beruf zu arbeiten. Während des Zweiten Weltkrieges diente er zwischen 1943 und 1946 in der US-Marine im Pazifik.
Nach dem Krieg begann Shriver als Mitglied der Republikanischen Partei eine politische Laufbahn. Zwischen 1947 und 1951 war er Abgeordneter im Repräsentantenhaus von Kansas; von 1953 bis 1960 gehörte er dem Staatssenat an. 1960 wurde Shriver im vierten Distrikt von Kansas in das US-Repräsentantenhaus in Washington, D.C. gewählt. Dort trat er am 3. Januar 1961 die Nachfolge von Edward Herbert Rees an. Nachdem er bei den folgenden sieben Kongresswahlen jeweils bestätigt wurde, konnte er bis zum 3. Januar 1977 acht zusammenhängende Legislaturperioden im Kongress absolvieren. Er war zeitweise Mitglied im Haushaltsausschuss und setzte sich für einen höheren Verteidigungshaushalt ein. Außerdem unterstützte er Forderungen, die die Veteranen des Vietnamkrieges finanziell mit jenen des Zweiten Weltkrieges und des Koreakrieges gleichstellte. Bei den Wahlen des Jahres 1976 unterlag Shriver dem Demokraten Dan Glickman.
Zwischen 1977 und 1980 war Shriver juristischer Berater des Veteranenausschusses des US-Senats. Von 1981 bis 1982 war er Berater des gesamten Senats. Anschließend arbeitete er wieder als Anwalt. Shriver starb am 1. März 1998 in Wichita. Im Jahr 2003 wurde das dortige Postbüro nach ihm benannt.